# Convent de les Saleses
El convent de les Saleses és un conjunt arquitectònic situat al Passeig de Sant Joan i als carrers de València i de Roger de Flor de Barcelona, catalogat com a bé cultural d'interès local. Actualment, l'església és la seu de la parròquia de Sant Francesc de Sales, i el convent acull el col·legi La Immaculada dels Germans Maristes.

## Història
El 23 d'octubre del 1874, una comunitat de monges de la Visitació s'instal·là en una torre de Gràcia. Poc temps després, el 8 de juliol de 1876, les monges comunitat adquiriren uns terrenys a l'Eixample per tal de construir-hi un gran convent, projectat per l'arquitecte Joan Martorell i Montells. La primera pedra es col·locà el 28 de març del 1877, i el 6 de setembre del 1878 la comunitat ja s'havia instal·lat a les noves dependències.
Tanmateix, la construcció de l'església no s'inicià fins al 18 de maig del 1882. Si bé la primera pedra havia estat col·locada pel Bisbe Urquinaona, el temple va ser consagrat sota l'advocació del Sagrat Cor de Jesús el 26 d'abril del 1885, amb la presència de Jaume Català i Albosa, bisbe Barcelona, Tomàs Costa, bisbe de Lleida, i Salvador Casañas i Pagès, bisbe d'Urgell. En la construcció hi participaren el mestre d'obres Pere Bassegoda i Mateu, que comptà amb la col·laboració de Pau Boronay en la fusteria, de Lluís Ferreri en la talla de pedra, de Joan Oñós en la serralleria, de Fills de Ramon Amigó en la vitralleria, d'Andreu Campós en la pintura, de Tomàs Mercader en els daurats, de Joan Flotats i Josep Puiggener en l'escultura, d'Enric Monserdà, Pere Borrell i Josep Mirabent en la decoració de l'absis i de Luigi Pellarin i Mario Maragliano en els mosaics de l'interior. Segons Joan Bassegoda i Nonell, no s'hi descarta la col·laboració del jove Antoni Gaudí, ja que en aquella època era deixeble i ajudant de Martorell.
Durant els fets de la Setmana Tràgica, el convent i l'església foren malmesos. El juliol del 1936 l'església fou novament assaltada, donant lloc a la famosa exposició de mòmies de monges al passeig de Sant Joan, recollida pel fotògraf Josep Brangulí.
L'any 1942, els germans Maristes adquiriren el conjunt per tal de convertir-lo en escola, fet que donà lloc a nombroses reformes entre 1943 i 1960, transformant els interiors i el claustre en pati d'esbarjo. També es feren importants obres a l'església, que fou dotada d'un nou altar i passà a tenir tres naus per mitjà de la perforació de les capelles laterals. El 9 d'octubre del 1945, el bisbe Modrego creà la nova parròquia de Sant Francesc de Sales, que hi començà a funcionar el 16 de gener del 1949. El 1960, l'arquitecte Miquel Brullet i Monmany hi construí una piscina i un gimnàs. A partir de 1967, l'arquitecte Miquel Ponsetí Vives hi va realitzar els locals administratius, la biblioteca, el laboratori i l'aula de música.

## Arquitectura

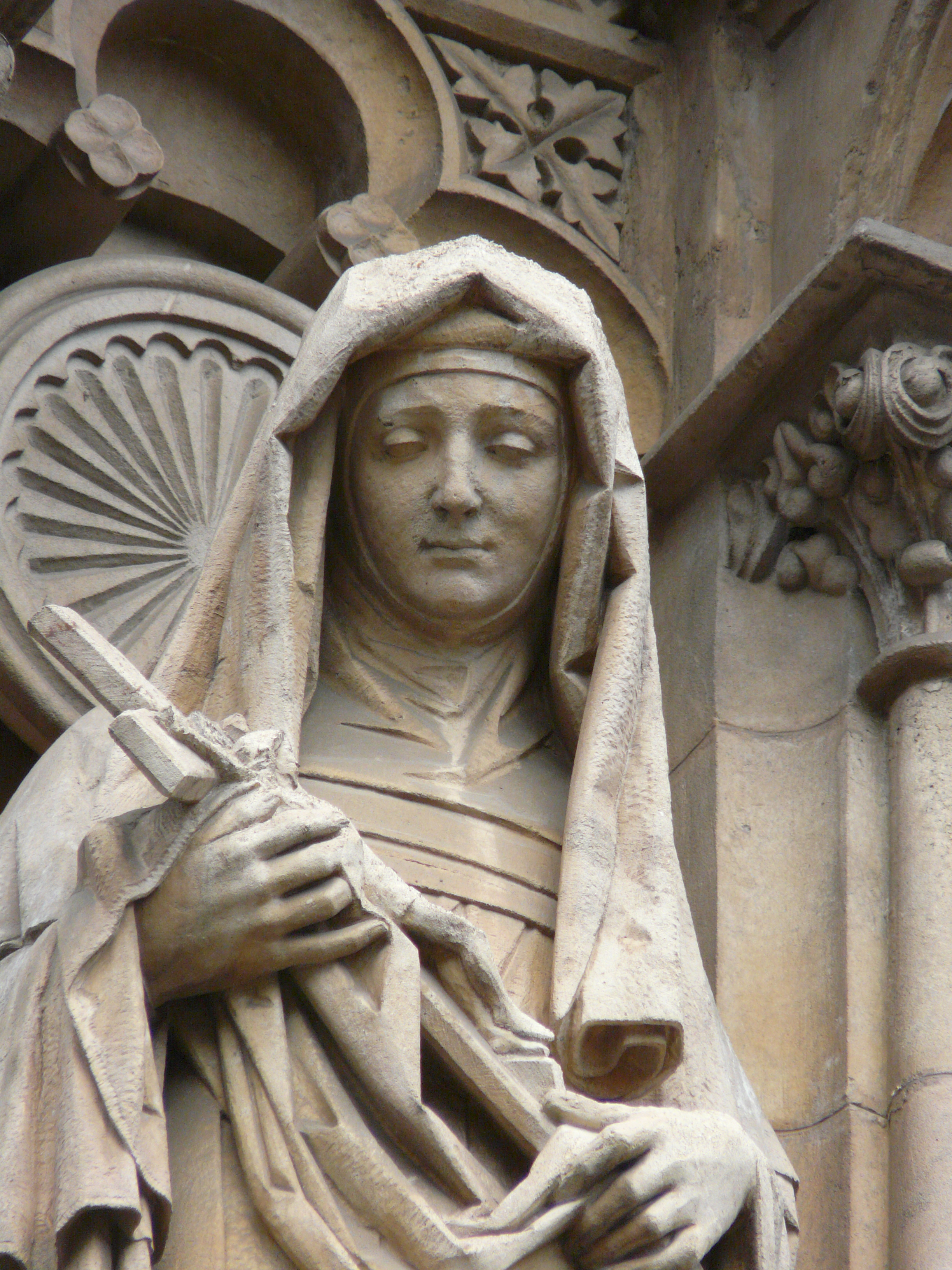
Escultura a la façana

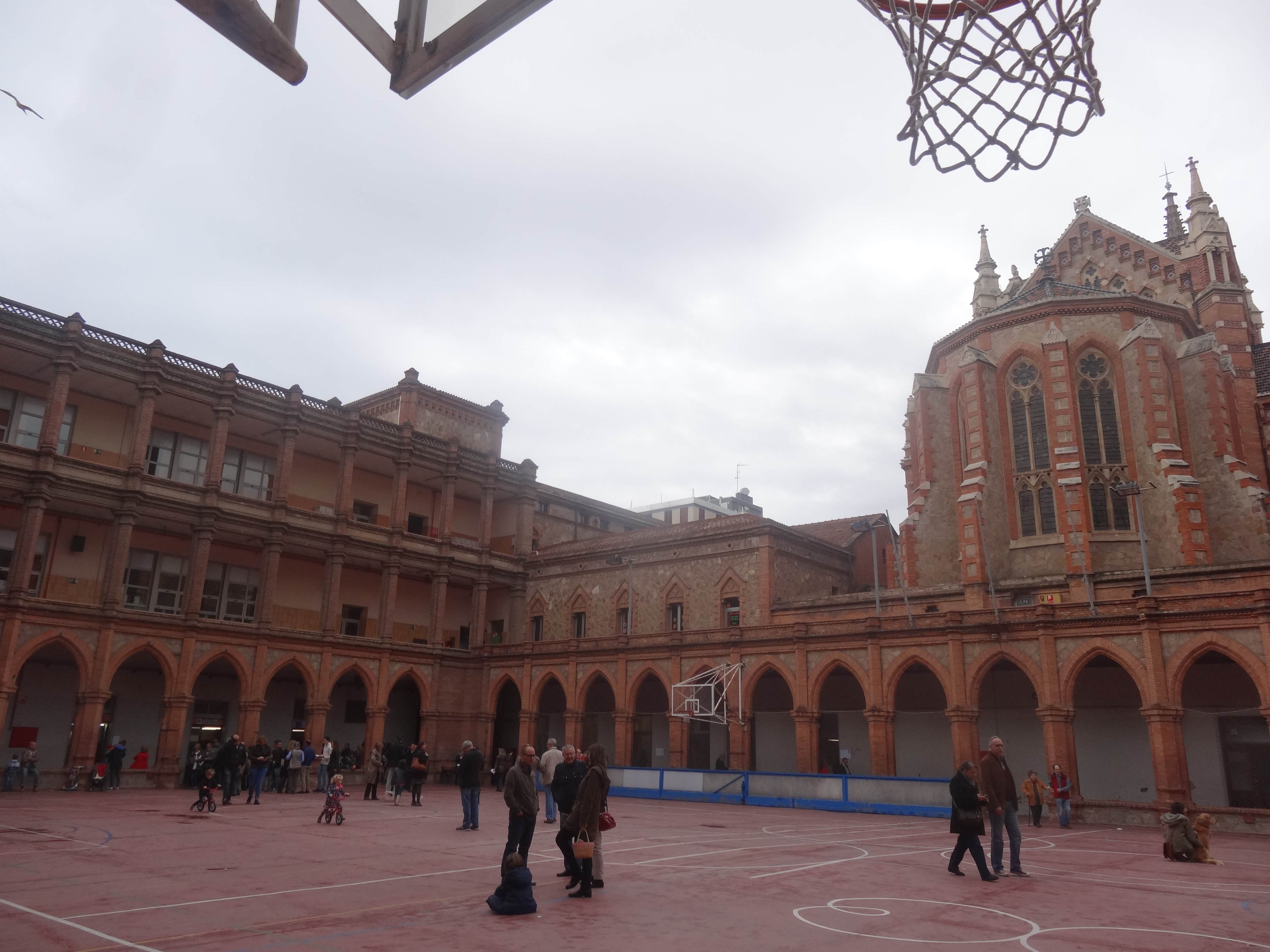
Absis de l'església vist des del claustre

De planta rectangular amb els angles aixamfranats, el conjunt compta amb una edificació de tres cossos formant una «U» al voltant d'un ampli claustre central. Comprèn planta baixa, dos pisos i coberta a doble vessant. Tancant el conjunt pel passeig de Sant Joan, dos pavellons d'una sola planta flanquegen la monumental església conventual, avui parròquia del barri. La configuració material del conjunt es fonamenta en obra de maó vist i en aplacats de pedra imitant paredat comú. Segons alguns autors, la utilització del maó i altres elements ceràmics recull unes suposades influències mudèjars en la construcció del convent. Aquestes influències es combinarien amb elements neogòtics a l'església.
El fals paredat comú de les façanes queda contrarestat per la presència de pilastres i motllures horitzontals sobre la línia de forjats, fetes de maó disposat de manera decorativa. Per la seva banda, les obertures de l'edifici també es presenten acabades amb maó decoratiu i amb detalls de pedra tallada de Montjuïc. La planta baixa s'obre al carrer per mitjà de grups de tres arcs apuntats, mentre que la primera planta presenta finestres coronelles amb timpà ornat a base de gelosies de maó. El darrer pis només mostra òculs circulars, encara que el principal interès d'aquest nivell rau en el cornisament de l'edifici, a base d'entrants i sortints de maó.
El claustre o pati central recull les formes aixamfranades de l'antic convent i destaca per les monumentals galeries exteriors que comuniquen cadascun dels cossos que el formen. Aquestes galeries estan sostingudes per pilastres de maó disposades al biaix, tancades amb arcs ogivals a la planta baixa i amb portals allindanats les dues plantes superiors. El tancament occidental d'aquest claustre presenta només dues plantes i permet la visió de l'absis de l'església, disposat sobre l'eix central del conjunt. El jardí central del claustre va ser substituït, durant la segona meitat del segle xx per un pati d'esbarjo amb pistes de futbol i de bàsquet per a l'escola marista.
L'església conventual va ser projectada com un temple gòtic de creu llatina amb una sola nau amb capelles laterals, encara que posteriorment aquestes serien perforades per donar lloc a dues naus laterals. Disposa d'un creuer coronat amb un cimbori de planta quadrangular al que s'adossa un absis poligonal amb deambulatori.
Com la resta del convent, els exteriors de l'església son acabats amb obra vista de maó i pedra, amb l'afegit d'alguns aplics de rajola policromada de València. El portal es disposà en un petit cos quadrangular avançat que sosté un esvelt campanar coronat per una agulla. La façana queda flanquejada per les dues escales de cargol que menen al campanar, coronades per dues agulles que en reprodueixen l'estructura a menor escala. En termes generals, els exteriors de l'església recullen l'aire neomudèjar de la resta del conjunt, encara que hi destaquen els elements estructurals i decoratius extrets de la tradició gòtica centreeuropea. El portal, allindanat, és coronat amb un timpà apuntat amb una escultura del Sagrat Cor flanquejada per dos àngels. Flanquejant el portal hi ha dues galeries d'arcs ogivals ornamentats amb una refinada traceria i que permeten la comunicació entre les agulles i el campanar, ornats a base de gablets amb ganxets i pinacles gòtics.
En el paviment del vestíbul s'hi pot llegir la inscripció «Luigi Pellarin Mosaicista Barcelona Anno 1884», en referència als mosaics de marbre que recobreixen tots els paviments de l'església. Aquests paviments, que juguen amb una bicromia blanca i negra, enriqueixen l'interior de l'església amb composicions simètriques a base de volutes vegetals de gran plasticitat.
La nau central, de tres crugies, és coberta amb arcs diafragmàtics que sostenen les bigues d'un enteixinat de fusta policromada. Aquests reposen sobre esvelts pilars neogòtics amb capitells vegetals, i els carcanyols, com la resta de murs del creuer i el presbiteri, es presenten esgrafiats formant un fals carreuat de gran decorativisme. L'espai de les naus i del transsepte reben la llum exterior a través de grans tribunes vitrallades de maó. El cimbori és de planta quadrada i volta quadripartida a base d'arcs d'aresta i forjat de fusta escalonat. El presbiteri, cobert amb voltes d'aresta ornades amb un celatge estrellat, presenta una planta heptagonal i un trifori amb traceries que el separa del deambulatori que l'envolta. Els murs d'aquest presbiteri estan ornats amb pintures que mostren diverses escenes de la vida de Crist.

## Galeria

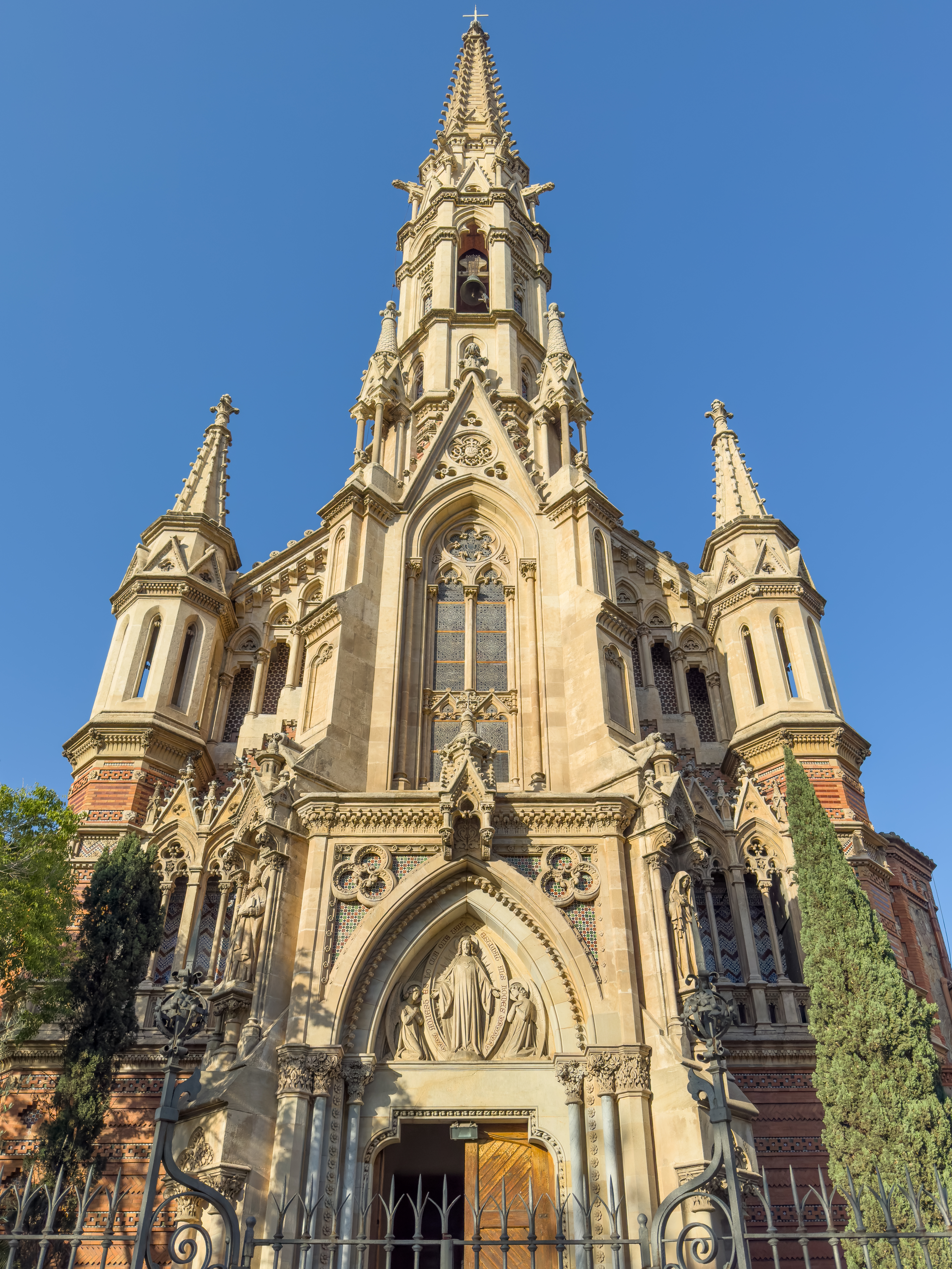
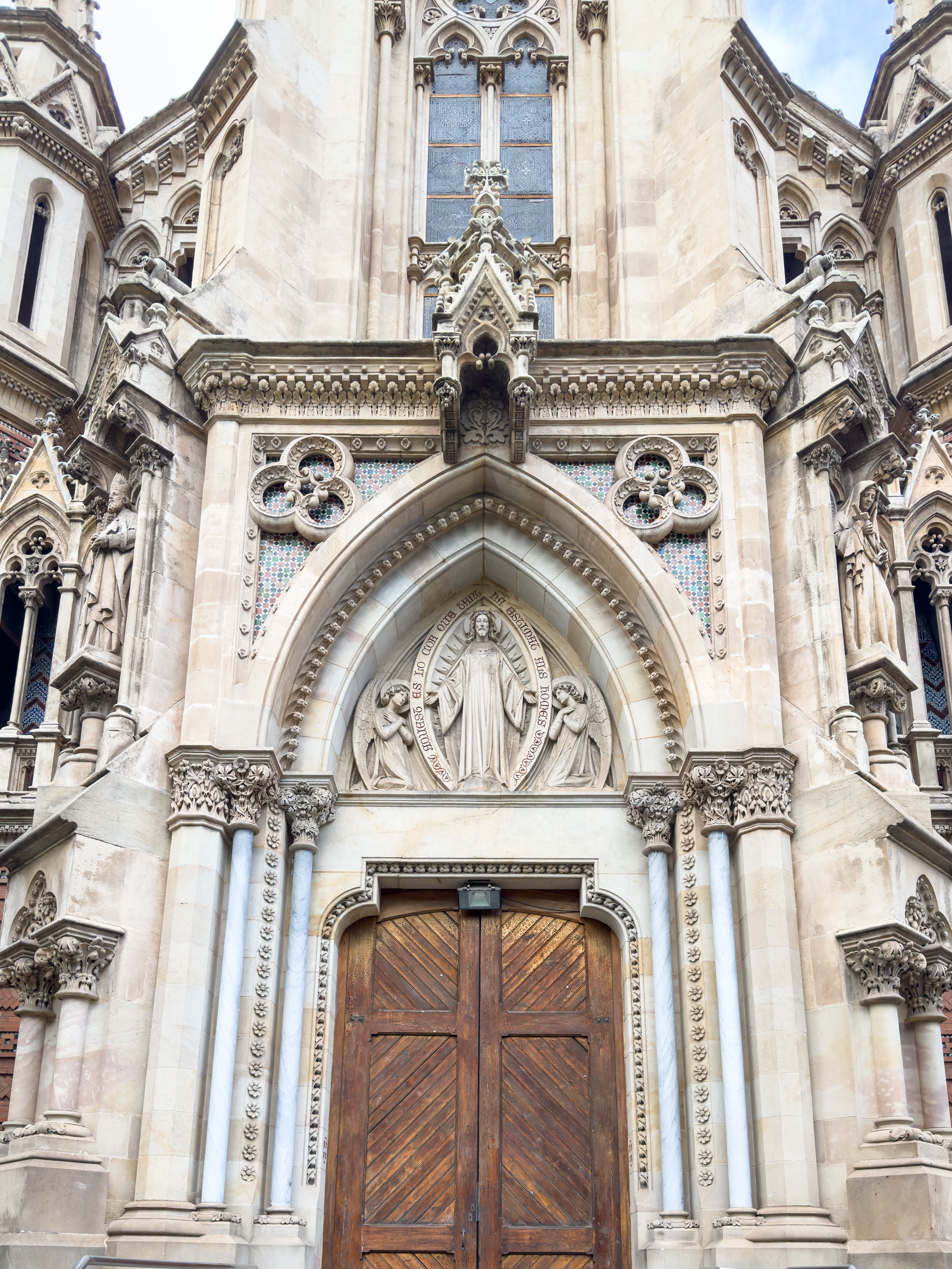
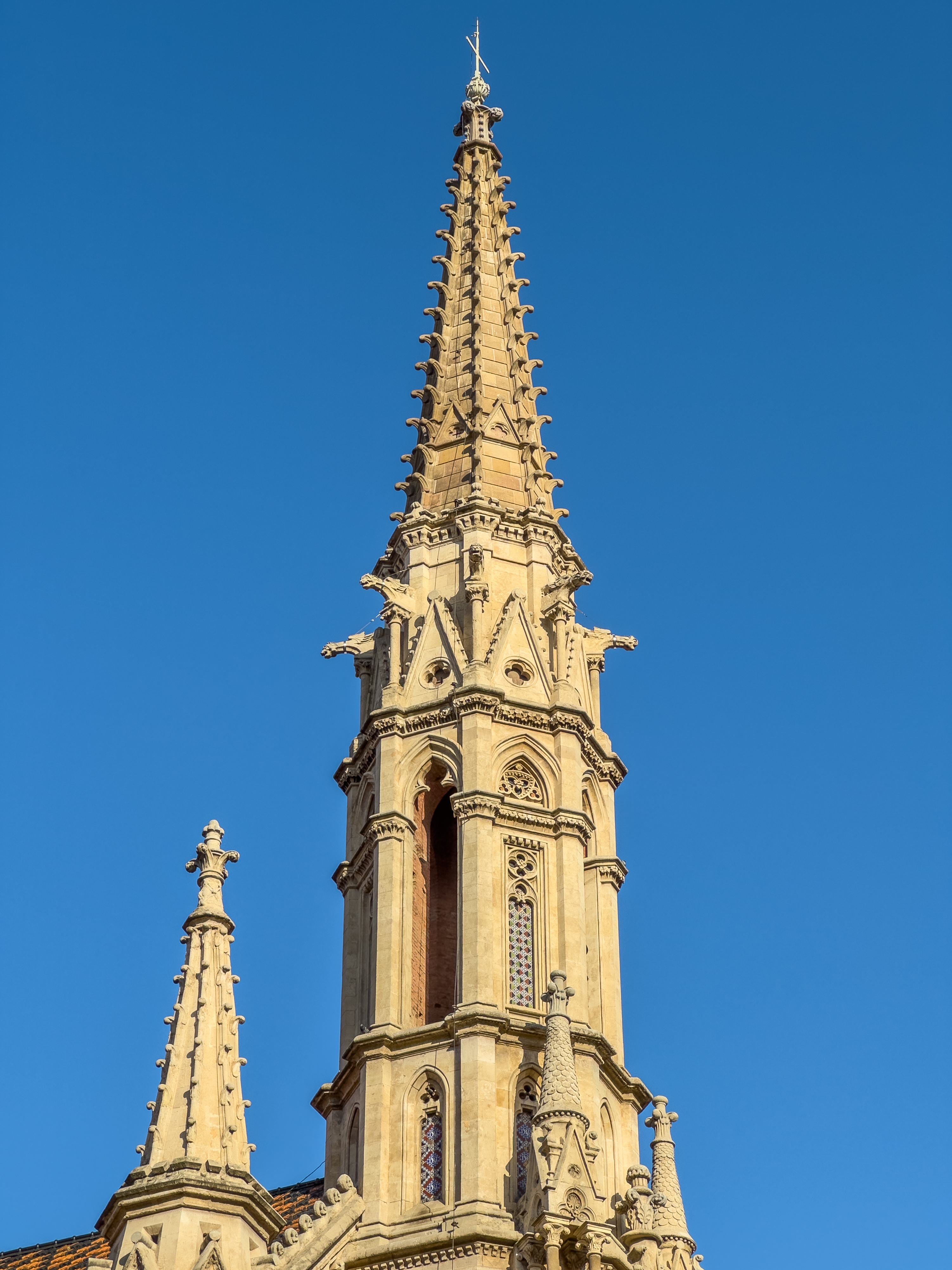
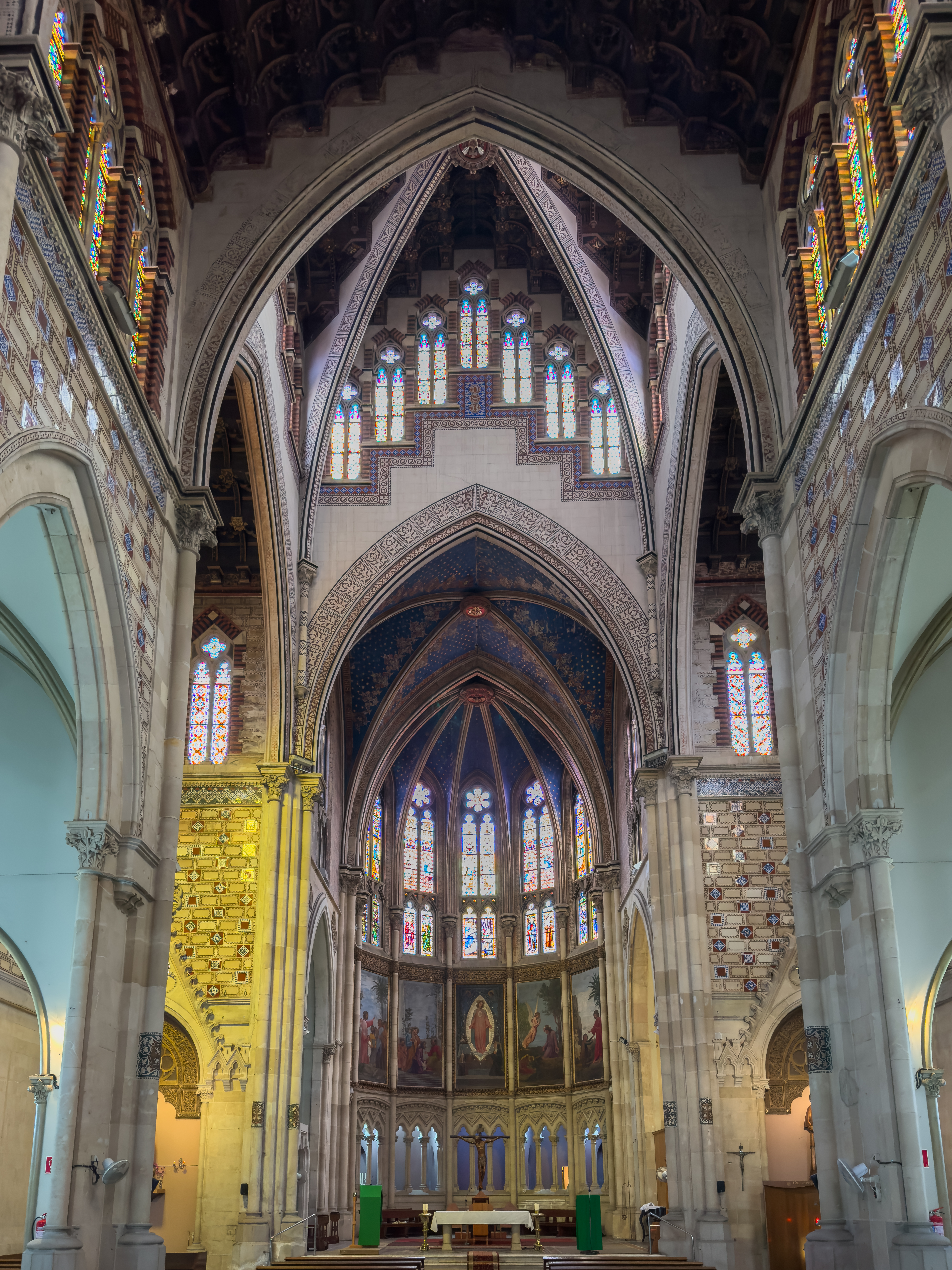
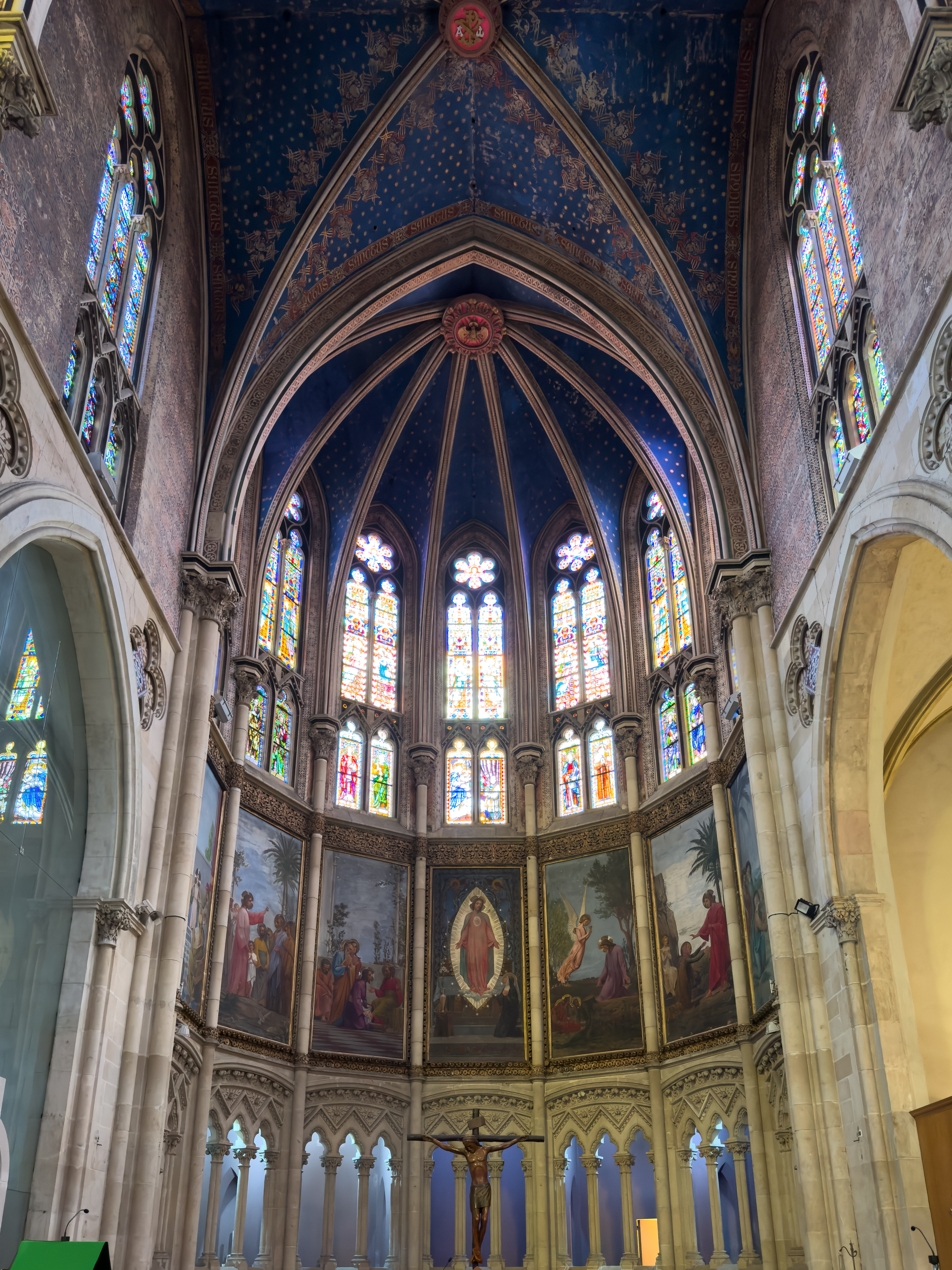
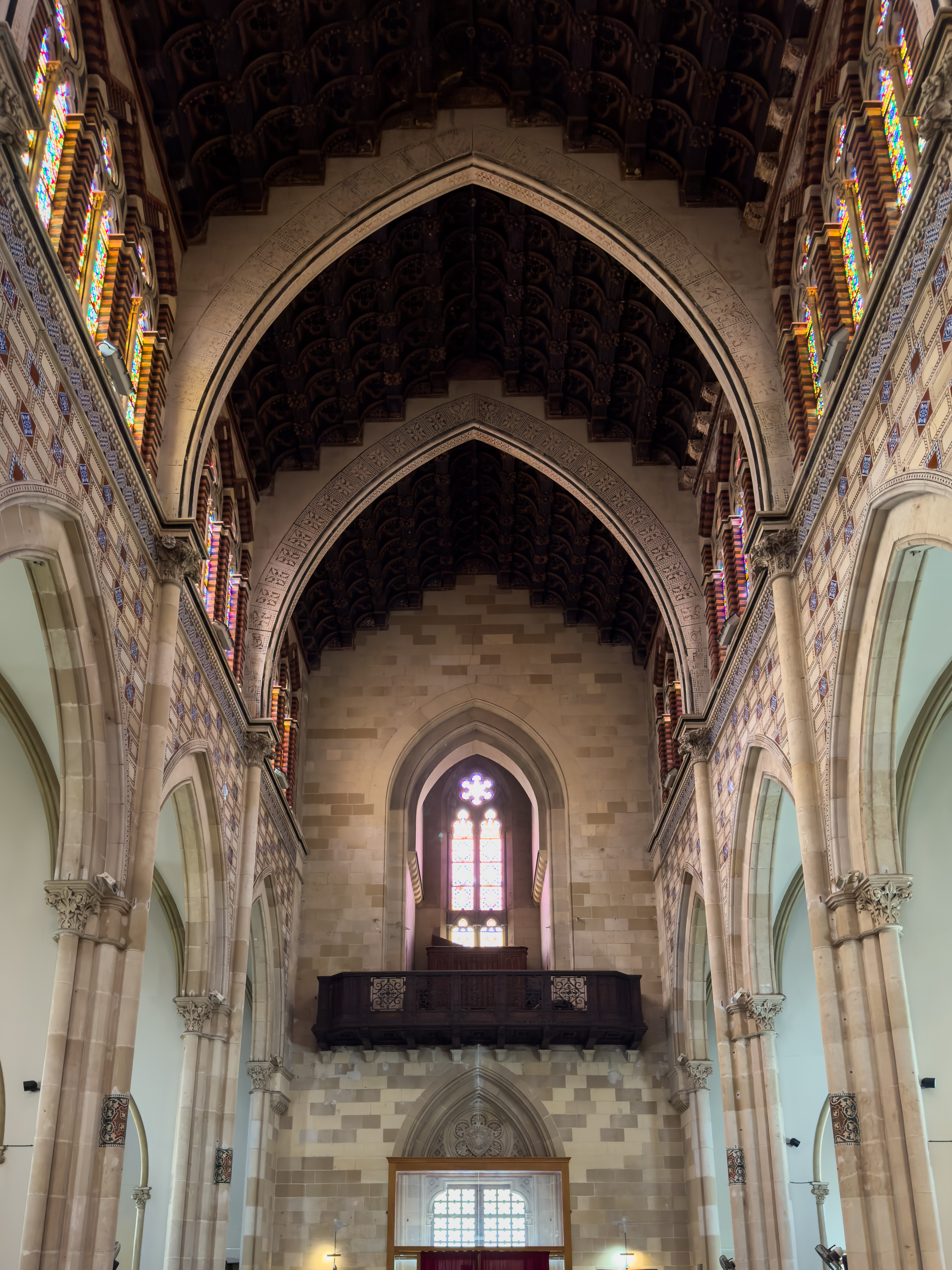
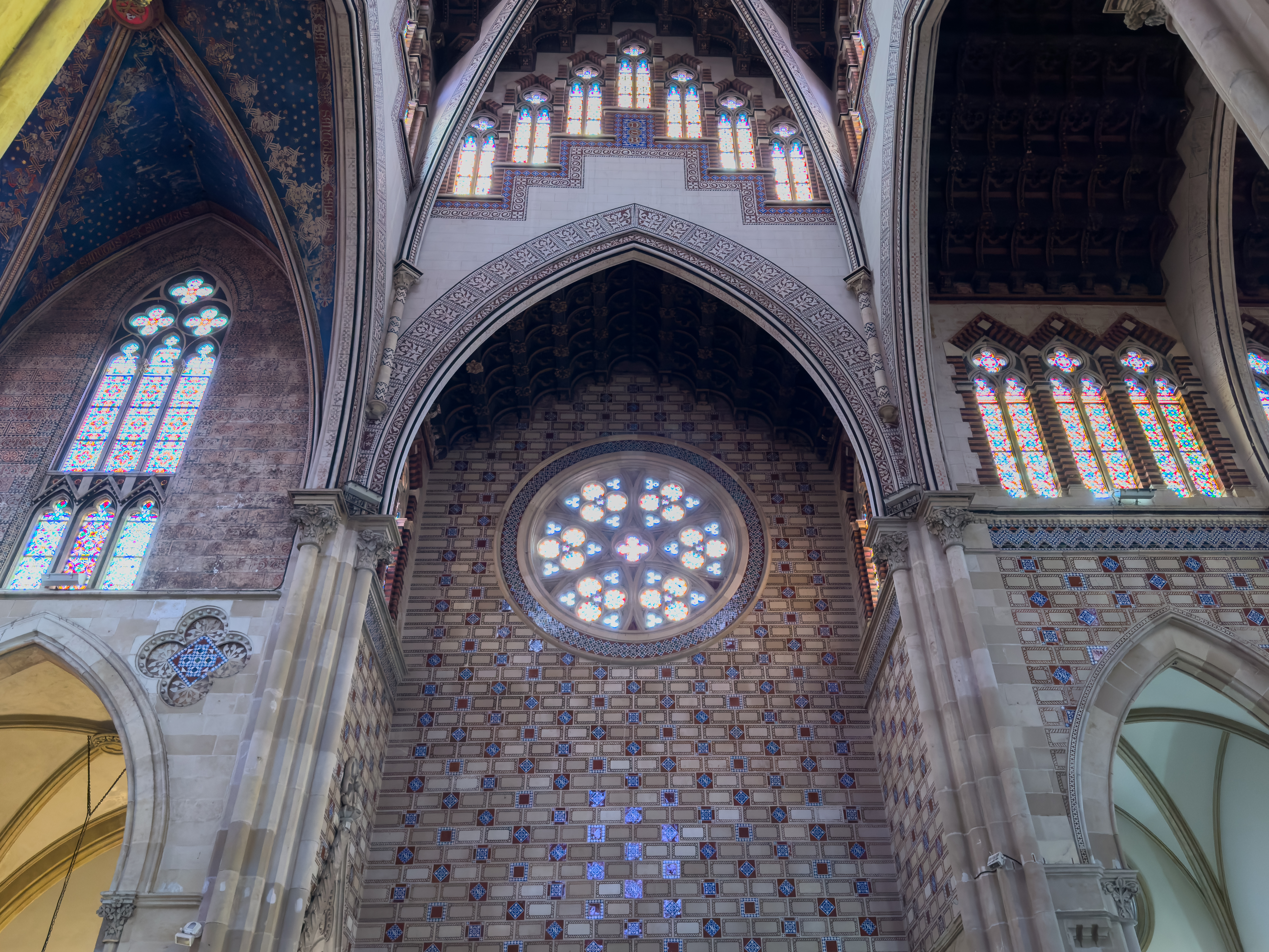
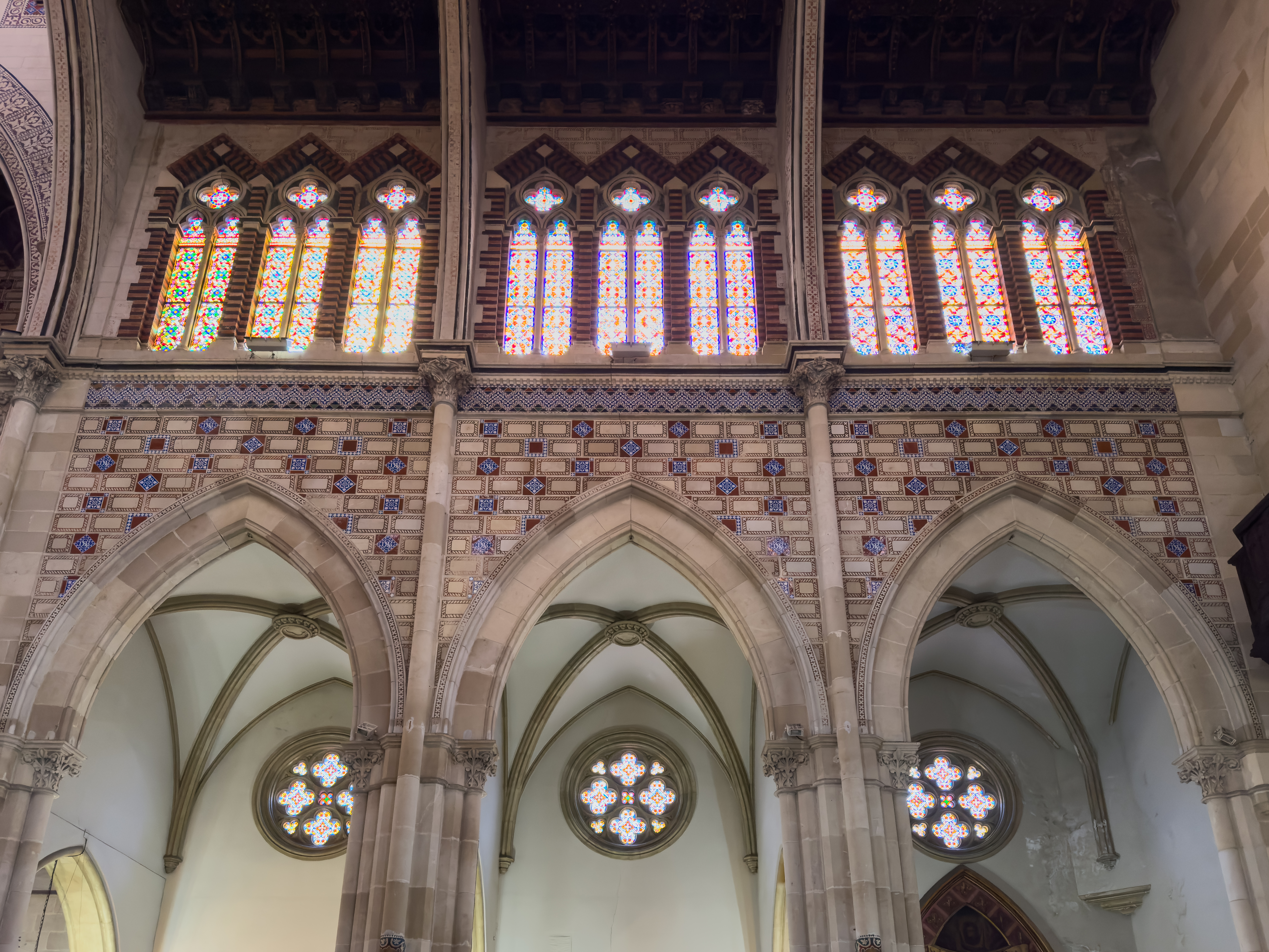